# Jacques de Bourbon Busset
Jacques de Bourbon Busset (París, 27 de abril de 1912 - Ibidem, 7 de mayo de 2001) fue el seudónimo del escritor y diplomático francés Jacques de Bourbon, conde de Busset, nacido y fallecido en París, miembro de la Academia Francesa, en la que ocupó el asiento número 34.

## Datos biográficos
Fue descendiente de los barones de Busset. Hizo su estudios en el Liceo Henri IV y después en la Escuela Normal Superior de París en 1932. Jacques de Bourbon Busset participó como oficial del ejército francés en la Segunda Guerra Mundial. Fue hecho prisionero por los alemanes y finalmente fue liberado en 1944, tras lo cual fue nombrado por el general Charles de Gaulle presidente de la Cruz Roja francesa. Después de eso condujo una exitosa carrera diplomática.
En 1948 fue nombrado ministro de asuntos extranjeros en el gabinete de Robert Schuman y después director del gabinete. En 1952 fue director de relaciones culturales con el extranjero. En diciembre de 1956, decidió consagrarse exclusivamente a escribir e, inspirado por su esposa, Laurence Ballande, redactó Le Livre de Laurence. Residiendo en el castillo de Saussay y siendo alcalde de Ballancourt-sur-Essonne de 1956 à 1965, dirigió la explotación agrícola de su propiedad. 
Fue miembro del jurado del premio de literatura histórica Hugo Capeto y de la asociación Unité capétienne. Fue también cronista en el periódico La Croix.
A partir de 1969, se retiró a su propiedad de la Provenza en Salernes, donde se dedicó a escribir.
Fue elegido a la Academia Francesa el 4 de junio de 1981.

## Obra
- 1946 Le Sel de la terre (con el seudónimo de Vincent Laborde) (Gallimard)
- 1956 Antoine, mon frère (Gallimard)
- 1957 Le Silence et la Joie (Gran Premio de Novela de la Academia Francesa) (Gallimard)
- 1957 L’Encyclopédie française, tome XI : La vida internacional (en colaboración)
- 1958 Le remords est un luxe (Gallimard)
- 1958 Moi, César (Gallimard)
- 1959 Mazarin, en colaboración (Hachette)
- 1959 Fugue à deux voix (Gallimard)
- 1960 Mémoires d’un lion (Gallimard)
- 1960 L’Olympien (Gallimard)
- 1961 César, en colaboración (Hachette)
- 1962 Les Aveux infidèles (Gallimard)
- 1962 Alexandre (en colaboración) (Hachette)
- 1963 La Grande conférence (Gallimard)
- 1964 Paul Valéry ou le mystique sans Dieu (Plon)
- 1964 Le Protecteur (Gallimard)
- 1965 La Nuit de Salernes (Gallimard)
- 1966 La nature est un talisman (Journal I) (Gallimard)
- 1967 Les Arbres et les Jours (Journal II) (Gallimard)
- 1969 Homme et Femme il les créa (Fayard)
- 1969 L’Amour durable (Journal III) (Gallimard) ISBN 978-2070268528
- 1971 Comme le diamant (Journal IV) (Gallimard)
- 1972 Le Jeu de la constance (Gallimard)
- 1973 Le lion bat la campagne (Gallimard)
- 1974 Le Couple en question, dialogue avec Marc Oraison (Beauchesne)
- 1974 Complices (Journal V) (Gallimard)
- 1975 Laurence de Saintonge (Gallimard)
- 1976 Au vent de la mémoire (Journal VI, Gran Premio Católico de literatura) (Gallimard)
- 1978 Je n’ai peur de rien quand je suis sûr de toi (Gallimard)
- 1978 Tu ne mourras pas (Journal VII) (Gallimard)ISBN 2070297489
- 1979 La Différence créatrice (Le Cerf)
- 1980 Les Choses simples (Journal VIII, prix Marcel-Proust) (Gallimard) ISBN 9782070185948
- 1981 La Force des jours (Journal IX) (Gallimard) ISBN 2070278751
- 1982 Le Berger des nuages (Gallimard) ISBN 9782070245437
- 1984 L’Empire de la passion (PUF) ISBN 2130381987
- 1985 Bien plus qu’aux premiers jours (Journal X) (Gallimard) ISBN 9782070702886
- 1987 Lettre à Laurence (Gallimard) ISBN 2070708276
- 1987 Confession de Don Juan (Albin Michel) ISBN 9782226031044
- 1989 Laurence ou la sagesse de l’amour fou (Gallimard) ISBN 2070715132
- 1990 L’Audace d’aimer (Gallimard) ISBN 2070719332
- 1991 L’Instant perpétuel (Gallimard) ISBN 2070722465
- 1992 Foi jurée, esprit libre (Desclée de Brouwer) ISBN 2220032566
- 1993 L’Esprit de la forêt (Gallimard) ISBN 2070736598
- 1995 L’Amour confiance (Gallimard) ISBN 9782070740901
- 1996 La Tendresse inventive (Gallimard) ISBN 2070745007
- 1997 Alliance (Gallimard) ISBN 2070750574
- 1999 Les ailes de l'esprit (Le Rocher) ISBN 978-2268031583
- 2000 La raison ardente (Gallimard) ISBN 2070758303
- 2002 L'absolu vécu à deux (Gallimard) ISBN 978-2070766628